# LCOY Deutschland
Die Local Conference of Youth (kurz LCOY) – Junge Klimakonferenz Deutschland ist eine seit 2019 jährlich stattfindende Konferenz, auf der sich junge Menschen über den Klimawandel und die damit verbundenen Themen wie dessen Folgen austauschen und vernetzen. Sie wird von ehrenamtlich engagierten jungen Menschen organisiert und ist Teil des weltweiten Netzwerks von LCOYs. LCOYs werden von der Jugendvertretung in UNFCCC – der YOUNGO – lizenziert.
Die deutsche LCOY findet vor den UNFCCC Conference of the Parties (COP) statt und ist die lokale Form der Conference of Youth (COY). Die LCOY 2024 an der Friedensburg-Oberschule in Berlin war mit 1600 Personen und über 200 Beiträgen die bisher größte LCOY in Deutschland. Die nächste LCOY findet voraussichtlich vom 17. bis zum 19. Oktober 2025 unter dem Motto „Act Locally, Unite Globally (at LCOY)“ an der Leuphana Universität Lüneburg statt.

## Organisation

### Was ist eine LCOY?
Local Conferences of Youth (LCOY) sind Jugendkonferenzen, die als Veranstaltungen von YOUNGO, der offiziellen Jugendvertretung bei den Verhandlungen der Klimarahmenkonvention der Vereinten Nationen (United Nations Framework Convention on Climate Change, kurz UNFCCC) anerkannt sind. Eine LCOY ist die nationale Version der globalen Conference of Youth (COY), die seit dem Jahr 2005 jährlich unmittelbar vor der UNFCCC Conference of the Parties (COP), der jährlichen UN-Klimakonferenz, und der COY stattfindet.
Als unabhängige Veranstaltungen dienen die LCOYs als Plattform, um junge Menschen mit dem Thema „Klimawandel“ in Verbindung zu bringen und gemeinsam Ideen für eine nachhaltige, umweltfreundlichere Welt zu entwickeln. Dabei soll bei einer möglichst heterogenen Gruppe von jungen Menschen Bewusstsein für die Klimakrise mit ihren vielen Facetten geschaffen werden. Durch ein großes Angebot für Vernetzung mit bereits engagierten Teilnehmenden und verschiedenen Organisationen, Unternehmen und Parteien werden junge Menschen motiviert, sich künftig selbst für Klimaschutz zu engagieren und sich ein tieferes Verständnis über den Klimawandel anzueignen. Bereits aktive Personen werden durch inhaltlichen Input der Programmbeiträge sowie den Austausch miteinander in ihrer Arbeit bereichert und bestärkt. Zudem können junge Menschen ihre Positionen und Meinungen Entscheidungstragenden aus Politik und Wirtschaft mitteilen und bekommen die Möglichkeit, deren Positionen und Handlungen zu verstehen.
Der auf der LCOY generierte Output wird an die COY weitergegeben und bietet damit die Möglichkeit für eine Beteiligung der Teilnehmenden an internationaler Klimapolitik. Über das weltweite Netzwerk an LCOYs ist die LCOY Deutschland zudem international vernetzt.

### Ziele
Die LCOY Deutschland nennt drei Ziele:
1. Vernetzung von jungen Menschen: Schaffen einer Plattform, um Ideen und Sichtweisen auszutauschen, Gleichgesinnte kennenzulernen und sich zu vernetzen.
2. Austausch mit Politik, Wirtschaft, Wissenschaft und Gesellschaft: In Diskussions- und Gesprächsrunden können sich Teilnehmende sachlich und fundiert mit Vertretern unterschiedlichster Meinungen und Positionen austauschen.
3. Wissen vermitteln und Handlungsmöglichkeiten aufzeigen: Eine Möglichkeit, Wissen über den Klimawandel zu erweitern und neue Lösungsansätze kennenzulernen, um eine fundierte Grundlage für den Umgang mit dem Klimawandel zu schaffen.

Zusammengefasst hat die LCOY das Ziel, jungen Menschen aller Bildungshintergründe und -biografien klimapolitisches Wissen zu vermitteln, sie zu vernetzen, mit Stakeholdern aus Politik, Wirtschaft, Wissenschaft und Gesellschaft ins Gespräch zu bringen und zu eigenem klimapolitischem Engagement zu motivieren und befähigen. Dabei wird nach dem Motto „Jede Meinung zählt“ und „Dein Klima. Deine Meinung“ auf Meinungspluralismus Wert gelegt und Ansichten aus allen politischen Spektren diskutiert.

### Organisationsteam
Das Organisationsteam hat sich 2019 gegründet und setzt sich aus jungen Menschen zwischen 16 und 30 Jahren aus Deutschland und Europa zusammen. 2025 bestand das ehrenamtliche Organisationsteam aus 80 Menschen, dem eine dreiköpfige Projektleitung vorsteht.
Als rechtlicher Träger fungiert die BUNDjugend (Bund für Umwelt und Naturschutz Deutschland e. V.). Das Projekt wurde 2019 vom Ministerium für Umwelt, Klima und Energiewirtschaft Baden-Württemberg und Brot für DIE WELT gefördert. Ab 2020 übernahm das Bundesministerium für Umwelt, Naturschutz, nukleare Sicherheit und Verbraucherschutz (BMUV) die Förderung, welche 2022 an das Bundesministerium für Wirtschaft und Klimaschutz (BMWK) übertragen wurde. Für die LCOY 2024 konnte ebenso die Berliner Senatsverwaltung für Mobilität, Verkehr, Klimaschutz und Umwelt gewonnen werden.

## Geschichte

### LCOY 2019
Die erste LCOY in Deutschland fand im Oktober 2019 in der Internationalen Gesamtschule Heidelberg statt. Zur LCOY Deutschland 2019 kamen 500 Teilnehmende im Alter von 16 bis 30 Jahren. Auf der ersten Auflage der LCOY waren u. a. Lothar Binding, Staatssekretärin Friedlinde Gurr-Hirsch und Staatssekretär Andre Baumann als Speaker zu Gast.
Es gab außerdem 179 Programmbeiträge sowie 11 Aktionstage, die im Anschluss an die Konferenz unter dem Motto „Klima geht lokal“ in ganz Deutschland stattfanden.

### LCOY 2020
Am 14. November 2020 fand die jährliche LCOY Deutschland zum zweiten Mal statt, aufgrund der globalen Covid-Pandemie online. In Diskussionsrunden und Workshops beschäftigten sich über 220 junge Menschen und Vertretern aus Politik, Gesellschaft, Wirtschaft und Wissenschaft mit der Frage: „Welche Wirtschaft braucht das Klima?“. Es waren u. a. Bundesumweltministerin Svenja Schulze, Michael Bloss und Amira Mohammed Ali als Speaker vertreten.

### LCOY 2021
2021 fanden zwei Konferenzen der LCOY Deutschland statt. Einmal digital vom 28. bis 30. Mai 2021 und nach zwei Jahren wieder in Präsenz in Kassel vom 15. bis 17. Oktober 2021. Auf den Konferenzen widmeten sich über 500 junge Menschen in Diskussionsrunden und Workshops gemeinsam mit Vertretern aus Politik, Gesellschaft, Wirtschaft und Wissenschaft zu Themen rund um Klimaschutz unter dem Oberthema „nationaler Klimaschutz“. Mit Kanzlerkandidat Armin Laschet, Bundesumweltministerin Svenja Schulze, Lukas Köhler, Ulf Poschardt, Shary Reeves, Anton Hofreiter, Kevin Kühnert und Dr. Brigitte Knopf war eine große Vielfalt an Speakern auf den Konferenzen vertreten.

### LCOY 2022

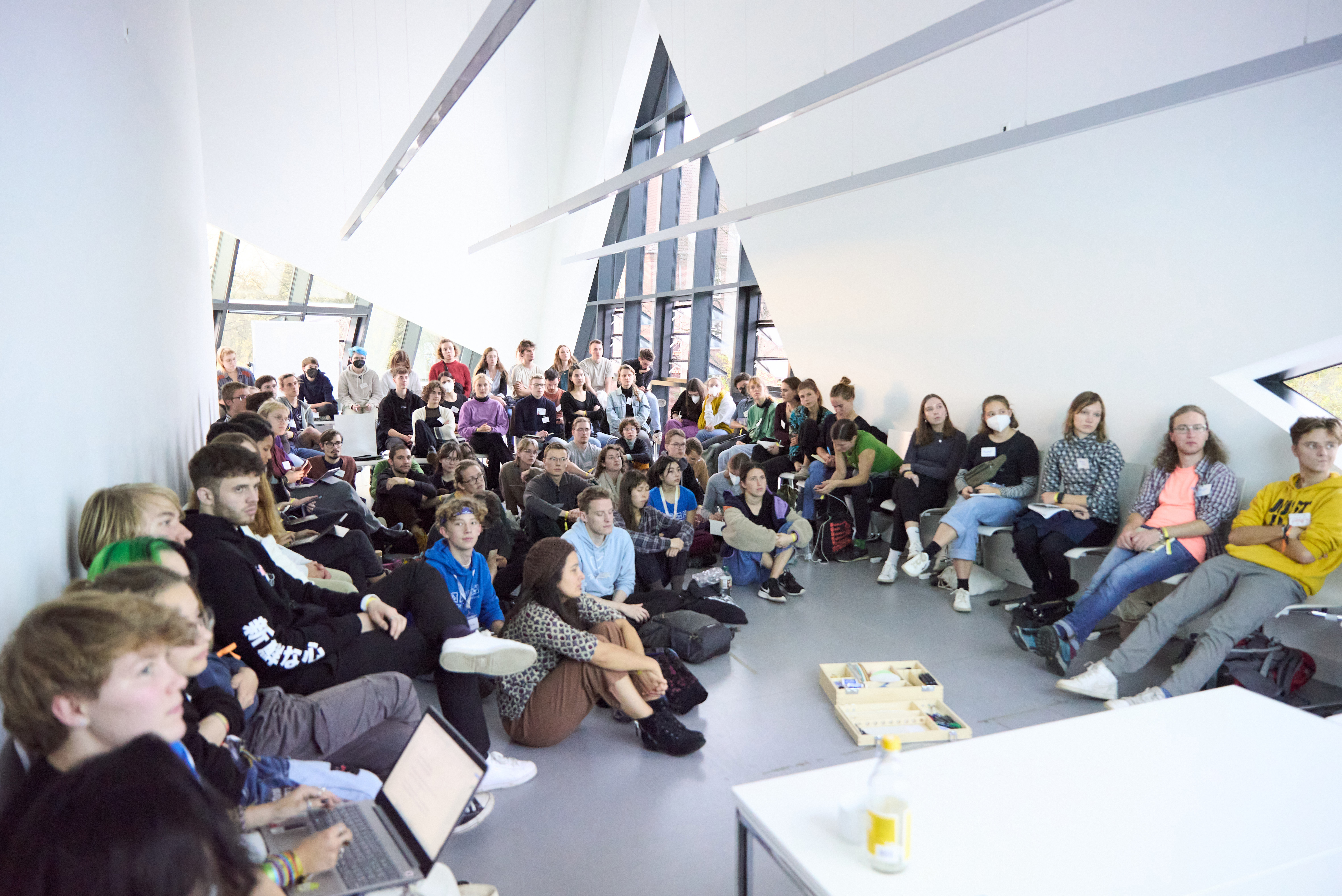
Workshop auf der LCOY Deutschland 2022

Die LCOY 2022 fand am Wochenende vom 28. bis 30. Oktober 2022 in der Leuphana Universität Lüneburg statt. 1.300 Menschen versammelten sich dort zur fünften Auflage der LCOY Deutschland und konnten an über 200 Programmpunkten teilnehmen. Speaker waren u. a. Bundesverkehrsminister Volker Wissing, Bundeslandwirtschaftsminister Cem Özdemir, Bundespräsident a. D. Horst Köhler, Nina Scheer, Staatssekretär Patrick Graichen sowie Vertreter von McKinsey & Company und der Deutschen Bahn.

### LCOY 2023
Die LCOY 2023 fand am Wochenende vom 6. bis 8. Oktober 2023 an der Ludwigs-Maximilian-Universität in München statt. An dieser sechsten Auflage der LCOY Deutschland versammelten sich über 1.500 Menschen, um an mehr als 200 Beiträgen teilzunehmen. Zu den Speakern gehörten unter anderem Peter Altmaier, Danyal Bayaz, Emilia Fester, Kathrin Habenschaden, Lukas Köhler, Moritz Neumeier, Jennifer Morgan und Andreas Jung.

### LCOY 2024
Die LCOY 2024 fand am Wochenende vom 25. bis 27. Oktober 2024 an der Friedensburg-Oberschule in der Berlin statt. Bei dieser siebten Auflage versammelten sich über 1.600 Menschen, um an über 200 Beiträgen teilzunehmen. Zu den Speakern gehörten unter anderem Katja Diehl, Levi Penell, der Staatssekretär Stefan Wenzel, die Staatssekretärinnen Christiane Rohleder und Silvia Bender, sowie die Bundestagsabgeordneten Anja Weisgerber, Otto Fricke, Lisa Badum, Ralph Lenkert und Nina Scheer.

### LCOY 2025
Die 8. LCOY in Deutschland findet voraussichtlich vom 17. bis zum 19. Oktober 2025 statt. Es werden 1.500 Teilnehmer an der Leuphana Universität Lüneburg erwartet.

## Sonstiges

### Aktionstage
Nach der LCOY 2019 fanden Aktionstage unter dem Motto „Klima geht lokal“ statt. Diese bestanden aus deutschlandweit stattfindenden Veranstaltungen, auf denen Teilnehmende der LCOY als Klimabotschafter eigene Ideen verwirklichen und die Ergebnisse und Eindrücke der LCOY Deutschland präsentieren. Auch das Aktionsteam der LCOY Deutschland veranstaltete mehrere Aktionstage.

### Climate Rallye
Die Climate Rallye war eine transalpine Fahrradtour, die von Aktiven der LCOY Deutschland, LCOY Österreich und LCOY Italien organisiert vom 16. bis 26. September 2021 von München über Innsbruck nach Mailand stattfand. Mehrere junge Klimaschützer radelten die Alpenüberquerung, um das Bewusstsein für die Ideen und Visionen junger Menschen in Bezug auf nachhaltigen Personenverkehr zu schärfen. Das Vereinigte Königreich und Italien richteten 2021 gemeinsam die UN-Klimakonferenz COP26 aus, weshalb die Botschaften beider Länder die Schirmherrschaft über die Climate Rally übernommen haben. Das Projekt wurde von ENIT – der italienischen Zentrale für Tourismus – gefördert.